# When Lincoln Paid
Pour plus de détails, voir Fiche technique et Distribution.
When Lincoln Paid est un film muet américain de Francis Ford, sorti en 1913.
Le réalisateur (frère ainé du cinéaste John Ford) y interprète le président Abraham Lincoln ; il a joué ce rôle dans sept autres films muets, tous considérés comme perdus. En 2006, une partie de When Lincoln Paid a été découverte par un entrepreneur dans une grange du New Hampshire, parmi d'autres bobines de films. Ces bobines ont été déposées au National Film Preservation Foundation pour y être restaurées.

## Synopsis
La mère d'un soldat de l'Union tué tente de convaincre le président Lincoln de gracier un soldat confédéré, condamné injustement.

## Fiche technique
- Titre : When Lincoln Paid
- Réalisation : Francis Ford
- Scénario : William H. Clifford
- Société de production : Kay-Bee
- Distribution : Mutual Film
- Pays d'origine : États-Unis
- Format : Noir et blanc - 1,33:1 – 35 mm - Film muet
- Genre : Drame
- Longueur : 600 mètres (2 bobines)
- Date de sortie : 31 janvier 1913

## Distribution
- Francis Ford : Abraham Lincoln
- Ethel Grandin : Mme Barnes
- Charles Edler : le général confédéré Porter
- Jack Conway : Bob Porter
- Joe King : John Wade
- Grace Cunard : la fiancée de John Wade

## Commentaire
« Je n'aime rien tant que jouer Lincoln, confiait [Francis Ford] en 1915. J'ai toute une bibliothèque consacrée à ce grand homme, et j'ai étudié chaque facette de sa personnalité ; je ressens vraiment l'homme. J'ai interprété son personnage dans six ou sept films et chacun a donné un aspect différent de sa personnalité. J'ai montré sa jeunesse, ses joies et ses peines, ses années de bûcheron, sa mort tragique, sa maladresse et sa capacité d'aimer. »

— cité par Joseph McBride, À la recherche de John Ford, traduction de Jean-Pierre Coursodon, Institut Lumière/Actes Sud, 2007
.

## Crédit d'auteurs
- (en) Cet article est partiellement ou en totalité issu de l’article de Wikipédia en anglais intitulé « When Lincoln Paid » (voir la liste des auteurs).